# Mamuli

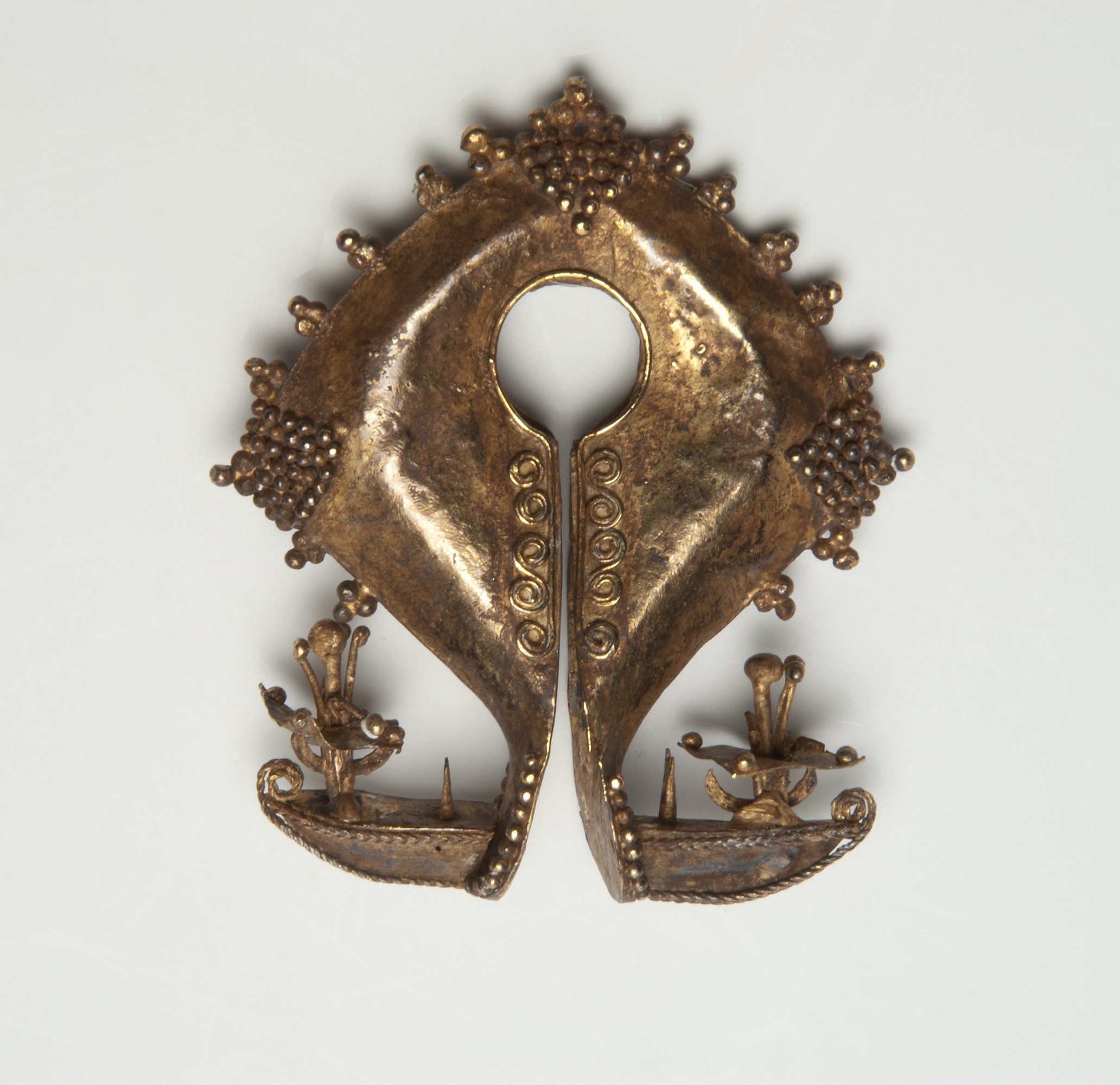
Um mamuli de ouro.

Mamuli são metais preciosos da população de Sumba, na Indonésia. Estes metais são encontrados na sociedade megalítica do povo de Sumba Ocidental, na sociedade Anakalang. Os ornamentos mamuli têm uma forma que representam a genitália feminina, simbolizando a mulher como doadora da vida. Mamuli são os mais importantes objetos de valor de metais preciosos de Sumba, vistos como objetos de herança e estão presentes em inúmeros rituais locais.

## Forma

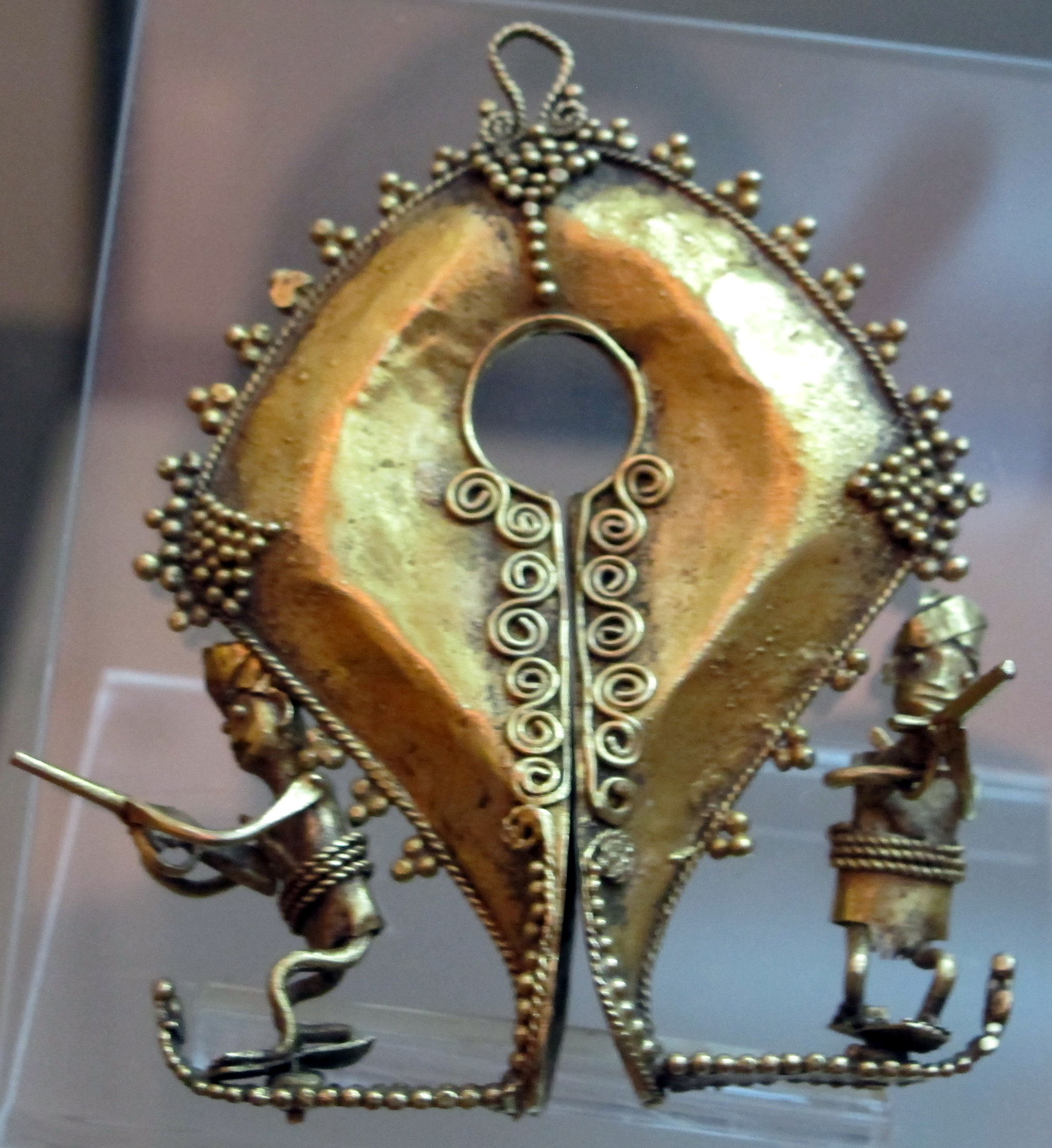
Versão de um mamuli de meados do século XIX, com a imagem cravada de um guerreiro, dando indícios da influência colonial na região.

O mamuli pode ser liso (lobu) ou decorado (karagat).O mamuli lobu básico tem a forma de um diamante com um centro côncavo. Neste padrão, há um buraco redondo e uma fenda no meio que representa a vagina, um símbolo de sexualidade em torno do poder de reprodutividade da mulher. O mamuli karagat decorado, também conhecido como pawisi, tem ornamentos adicionais na parte interior do centro, em forma de diamante, que lhe dá a forma da letra ômega. Além disso, adicionam-se figuras sobre esses tais ornamentos, flanqueando o diamante. As figuras adicionais podem ser galos, cacatuas, cavaleiros, búfalos, cabras, pedaços de crânio ou guerreiros. Todos estes símbolos estão ligados à grandeza masculina. Assim, o mamuli karagat são vistos como expressões femininas.  Durante o período colonial, as versões barrocas de mamuli eram esculpidas, incluindo cenas de batalha e peças móveis.
Os objetos mamuli têm valor de metal precioso devido à comum construção com adornos de ouro e prata. Na mitologia de Sumba, acredita-se que os metais preciosos são de origem celestial, em que o ouro é depositado na terra quando o Sol se põe e, a prata, vem da lua ou das estrelas.

## Utilidade
Mamulis são, basicamente, ornamentos de orelha utilizado na região do lóbulo. Um mamuli de tamanho grande é geralmente usado ao redor do pescoço como pingentes. Além disso, este mesmo objeto pode ser usado como broche na jaqueta. Como broche, é utilizado com outros ornamentos de metal da região de Sumba.
Na parte oeste de Sumba, os mamulis são geralmente oferecidos em trocas de presentes cerimoniais da região. A entrega de uma mulher em casamento de uma tribo para outra, é vista como a expressão mais íntima do dom da vida. O grupo do qual ela se origina é considerado a vida a quem ela se casa. Por conta deste conceito, o relacionamento matrimonial é visto como uma chave para a organização da sociedade de Sumba. Por sua vez, os mamulis são dados ao grupo familiar que entrega a mulher ao esposo. Os metais, portanto, passam fazer parte da herança familiar de cada um dos componentes do matrimônio. A troca de mamuli pode acontecer em um ambientes familiares comuns, não necessariamente em casamentos. Por exemplo, o porco é visto como o animal mais valioso e é, na região, conhecido como propriedade de uma mulher. Um homem que deseja usar um porco em seu objeto precioso, deve requisitar a permissão de uma mulher e compensá-la com um outro mamuli.
Os mamulis também são vistos como relíquias sagradas, normalmente mantidas em tesouros do líder local. São vistos, ainda, como um meio de comunicação com os espíritos dos antepassados. Os mamuli são raramente removidos de seus recipients originários, porque acredita-se na hipótese de matar os espectadores ou causar desastres naturais. Tido como herança familiar, os mamulis acompanham a alma à terra dos mortos.